# Ərəb Qubalı
Ərəb Qubalı è un comune dell'Azerbaigian situato nel distretto di Kürdəmir.